# The Peoples of Middle-earth
The Peoples of Middle-earth ("I popoli della Terra di Mezzo") è il dodicesimo volume, inedito in Italia e pubblicato in lingua inglese nel 1996, della raccolta La storia della Terra di Mezzo, nella quale Christopher Tolkien riporta e discute gli scritti non pubblicati del padre J. R. R. Tolkien.

## Contenuto
Questo volume contiene:
1. Lo sviluppo delle Appendici del Signore degli Anelli.
2. Un approfondimento dell'Akallabêth.
3. Alcuni saggi a proposito delle razze presenti nella Terra di Mezzo.
4. The New Shadow ("La nuova Ombra"): un seguito incompleto (circa trenta pagine) del Signore degli Anelli, ambientato durante il regno di Eldarion, figlio di Aragorn. Fu subito abbandonato da Tolkien poiché lo considerò nettamente inferiore all'opera principale.
5. Tal-Elmar: un racconto incompleto riguardo alla colonizzazione númenóreana della Terra di Mezzo, raccontata dal punto di vista degli Uomini Selvaggi.

Alcuni personaggi (compresa Anairë, la moglie di Fingolfin) appaiono solamente qui.
Riguardo a The New Shadow, Tolkien scrisse in una sua lettera datata 13 marzo 1964: